# Solânea
Solânea este un oraș în Paraíba (PB), Brazilia.